# Savigny-le-Temple
Savigny-le-Temple je jugovzhodno predmestje Pariza in občina v osrednjem francoskem departmaju Seine-et-Marne regije Île-de-France. Leta 1999 je naselje imelo 22.339 prebivalcev.

## Geografija
Kraj leži v osrednji Franciji ob reki Balory, 3 km severozahodno od Meluna, 37 km jugovzhodno od središča Pariza.

## Administracija
Savigny-le-Temple je sedež istoimenskega kantona, v katerega sta poleg njegove vključeni še občini Nandy in Seine-Port s 30.252 prebivalci, poleg tega pa je tudi del leta 1970 nastalega pariškega predmestja Sénart in njegova najbolj poseljena občina.
Kanton je sestavni del okrožja Melun.

## Zgodovina
V času francoske revolucije se je začasno preimenoval v Savigny-sur-Balory, kasneje Savigny-le-Port.

## Znamenitosti
- cerkev Église Saint-Germain d’Auxerre iz 11. do 12. stoletja, povsem obnovljena v letu 1993.
- dvorec Château de la Grange.

## Pobratena mesta
- Boutilimit (Mavretanija),
- Comarnic (Romunija),
- Iznalloz (Španija),
- Tyresö (Švedska).